# Badia Almirante
La Badia d'Almirante és una badia de la província panamenya de Bocas del Toro, que inclou el districte d'Almirante, dins del qual el corregiment d'Almirante amb la població d'Almirante que dona nom a la badia. És de gran extensió amb uns 25 km de nord a sud i altres 25 km d'est a oest. La delimiten la punta de Térraba al nord; les illes Colón, Bastimentos i Popa a l'est; i una península pel sud que la separa de l'ancorada Auyama, ja a la llacuna de Chiriquí.
Es comunica amb l'oceà Atlàntic pel canal de Bocas del Toro que té una pedra que vista de lluny té la forma d'un brau ajagut. En la badia desaigüen principalment els rius Almendro, Banana i Occidente. Almirante és la població principal.